# Örstjärnen
Örstjärnen är en sjö i Ånge kommun i Medelpad och ingår i Delångersåns huvudavrinningsområde.